# Оніцука Міябі
Міябі Оніцука (12 жовтня 1998 , Кумамото ) — японська сноубордистка, який виступає в слоупстайлі та біг-ейрі, чемпіонка світу в слоупстайлі.

## Виступи на Олімпійських іграх
| Рік  | Місто                     | Слоупстайл | Біг-ейр |
| ---- | ------------------------- | ---------- | ------- |
| 2018 | Пхьончхан, Південна Корея | 19         | 8       |
| 2022 | Пекін, Китай              | 19         | 11      |

## Чемпіонат світу
| Рік  | Місто                  | Слоупстайл | Біг-ейр |
| ---- | ---------------------- | ---------- | ------- |
| 2015 | Крайшберг, Австрія     | 1          | —       |
| 2017 | Сьєрра-Невада, Іспанія | 3          | 14      |
| 2019 | Парк-Сіті, США         | 17         | —       |
| 2021 | Аспен, США             | 27         | 3       |
| 2023 | Бакуріані, Грузія      | 3          | 2       |

## Кубок світу
| Сезон   | Дата              | Місце проведення         | Дисципліна | Місце |
| ------- | ----------------- | ------------------------ | ---------- | ----- |
| 2016–17 | 3 грудня 2016     | Менхенгладбах, Німеччина | біг-ейр    | 3     |
| 2017–18 | 4 вересня 2017    | Кардрона, Нова Зеландія  | слоупстайл | 2     |
| 2017–18 | 25 листопада 2017 | Пекін, Китай             | біг-ейр    | 2     |
| 2017–18 | 2 грудня 2017     | Менхенгладбах, Німеччина | біг-ейр    | 2     |
| 2018–19 | 8 вересня 2018    | Кардрона, Нова Зеландія  | біг-ейр    | 2     |
| 2018–19 | 3 листопада 2018  | Модена, Італія           | біг-ейр    | 2     |
| 2018–19 | 24 листопада 2018 | Пекін, Китай             | біг-ейр    | 2     |
| 2018–19 | 21 грудня 2018    | Сікрет Гарден, Китай     | слоупстайл | 1     |
| 2018–19 | 12 січня 2019     | Крайшберг, Австрія       | слоупстайл | 1     |
| 2019–20 | 14 грудня 2019    | Пекін, Китай             | біг-ейр    | 1     |
| 2021–22 | 1 січня 2022      | Калгарі, Канада          | слоупстайл | 2     |
| 2022–23 | 17 грудня 2022    | Гора Куппера, США        | біг-ейр    | 3     |

Оновлення 19 лютого 2023.